# Чемпионат Европы по шоссейному велоспорту 2006
12-й Чемпионат Европы по шоссейному велоспорту проводился с 13 по 16 июля 2006 года в Валкенбюрг-ан-де-Гёл и Херлен (Нидерланды). Организаторами выступили Европейский велосипедный союз (UEC) совместно с муниципалитетами Валкенбурга и Херлена. За несколько дней до старта чемпионата (9 июля) Валкенбург также принял финиш третьего этапа Тур де Франс 2006, что создало дополнительный ажиотаж вокруг велоспорта в регионе.

## Программа чемпионата
В программе были традиционные для европейских чемпионатов дисциплины: групповые шоссейные гонки и индивидуальные гонки на время для каждой из четырёх категорий — мужчины до 23 лет, женщины до 23 лет, юниоры-мужчины (до 18 лет), юниорки-женщины (до 18 лет). Стартовали велосипедисты из множества европейских стран. Маршруты проходили по холмистой местности Южного Лимбурга, что традиционно требует от участников как умения подниматься на холмы (например, подъём Cauberg), так и выносливости на равнинных участках.
Стартовые площадки и финиши располагались у городских и туристических достопримечательностей (в частности, знаменитый холм Куэберг служил частью трассы). Церемонии открытия и закрытия проходили в центре Валкенбурга с участием представителей местной администрации и велофедерации. На курорте была развёрнута инфраструктура (зоны обслуживания велосипедов, медпункт, VIP-ложи и т. п.), свой вклад внесли областные власти Лимбурга. Организаторы отмечали удобство размещения гонщиков и регламентированных сервис-зон благодаря богатой инфраструктуре региона (отели, дороги, дополнительные стоянки).
Время местное (UTC+1:00) (летнее).
| Дата                 | Дисциплина           | Дистанция            |
| Индивидуальные гонки | Индивидуальные гонки | Индивидуальные гонки |
| -------------------- | -------------------- | -------------------- |
| 13 июля              | Женщины до 23-х лет  | 24,0 км              |
| 13 июля              | Мужчины юниоры       | 24,0 км              |
| 14 июля              | Мужчины до 23-х лет  | 34 км                |
| 14 июля              | Женщины юниоры       | 16,1 км              |
| Групповые гонки      |                      |                      |
| 15 июля              | Женщины до 23-х лет  | 110 км               |
| 15 июля              | Мужчины юниоры       | 144 км               |
| 16 июля              | Женщины юниоры       | 77 км                |
| 16 июля              | Мужчины до 23-х лет  | 177,6 км             |

## Фавориты и прогнозы
На старте соревнований особенно выделялись такие имена, как Марианна Вос (Нидерланды), в начале сезона уже выигравшая чемпионат мира среди юниоров, а затем ставшая чемпионкой мира на шоссе в сентябре 2006 года, а также итальянская звёзда Татьяна Гудерцо. Учитывая результаты весенних гонок, ожидалось, что медали разыграют сильные европейские сборные, особенно Франция, Италия, Дания и Нидерланды.

## Ход соревнований
Гонки проходили динамично. Женская групповая гонка завершилась дуэльной развязкой: Вос и Гудерцо оторвались от пелотона и на двоих разыграли победу в спринте. Среди мужчин удачной оказалась контратака французов, где Бенуа Синнер выиграл в группе из нескольких гонщиков. В юниорских гонках главной сенсацией стало двойное триумфальное выступление Мие Лакота — её победы в индивидуальной и в групповой гонке сделали её «двукратной чемпионкой Европы среди юниорок».
Спортсмены давали интервью местному радио и телеканалам: Вос рассказывала, что расчитала спринт на ровном финишном отрезке, а Гудерцо признавалась в уважении к силе соперницы. В СМИ уделялось внимание Бенуа Синнеру. Датская пресса чествовала Линду Виллумсен за золото в разделке, а итальянские СМИ поздравляли Татьяну Гудерцо с двумя медалями (серебро в обеих дисциплинах).

## Результаты
| Дисциплина           | Золото                       | Золото     | Серебро                     | Серебро | Бронза                         | Бронза   |
| -------------------- | ---------------------------- | ---------- | --------------------------- | ------- | ------------------------------ | -------- |
| Мужчины до 23-х лет  |                              |            |                             |         |                                |          |
| Групповая гонка      | Бенуа Синнер · Франция       | 4ч 34' 08" | Рене Мандри · Эстония       | + 0"    | Франческо Гавацци · Италия     | + 0"     |
| Индивидуальная гонка | Дмитрий Грабовский · Украина | 38' 36"    | Жером Коппель · Франция     | + 46"   | Доминик Корну · Бельгия        | + 52"    |
| Юниоры               |                              |            |                             |         |                                |          |
| Групповая гонка      | Этьен Пьере · Франция        | 3ч 20' 14" | Томас Бертолини · Италия    | + 0"    | Ронан ван Зандбек · Нидерланды | + 0"     |
| Индивидуальная гонка | Дмитрий Соколов · Россия     | 33' 28"    | Тони Галлопен · Франция     | + 16"   | Адриано Малори · Италия        | + 33"    |
| Женщины до 23-х лет  |                              |            |                             |         |                                |          |
| Групповая гонка      | Марианна Вос · Нидерланды    | 3ч 07' 06" | Татьяна Гудерцо · Италия    | + 0"    | Моника Холлер · Швеция         | + 58"    |
| Индивидуальная гонка | Линда Виллумсен · Дания      | 36' 32"    | Татьяна Гудерцо · Италия    | + 27"   | Бьянка Кнёпфле · Германия      | + 1' 13" |
| Юниорки              |                              |            |                             |         |                                |          |
| Групповая гонка      | Мие Беккер Лакота · Дания    | 2ч 12' 56" | Элиза ван Хаге · Нидерланды | + 2"    | Жюли Красняк · Франция         | + 9"     |
| Индивидуальная гонка | Мие Беккер Лакота · Дания    | 23' 38"    | Трине Шмидт · Дания         | + 28"   | Александра Бурченкова · Россия | + 28"    |

## Медальный зачёт
| Место | Страна     | Золото | Серебро | Бронза | Всего |
| ----- | ---------- | ------ | ------- | ------ | ----- |
| 1     | Дания      | 3      | 1       | 0      | 4     |
| 2     | Франция    | 2      | 2       | 1      | 5     |
| 3     | Нидерланды | 1      | 1       | 1      | 3     |
| 4     | Россия     | 1      | 0       | 1      | 2     |
| 5     | Украина    | 1      | 0       | 0      | 1     |
| 6     | Италия     | 0      | 3       | 2      | 5     |
| 7     | Эстония    | 0      | 1       | 0      | 1     |
| 8     | Бельгия    | 0      | 0       | 1      | 1     |
| 8     | Швеция     | 0      | 0       | 1      | 1     |
| 8     | Германия   | 0      | 0       | 1      | 1     |
| Всего | Всего      | 8      | 8       | 8      | 24    |